# Pelmatozoen
Die Pelmatozoen (Pelmatozoa von Altgr. πέλμα ‚Sohle‘ und ζώα ‚Tiere‘) sind ein Unterstamm der Stachelhäuter. Alle Pelmatozoen haben ständig oder nur in ihrer Jugend eine sessile Lebensweise und sitzen, meist durch einen Stiel, der unterschiedlich lang sein kann, mit ihrer dem Mund gegenüberliegenden Seite dem Meeresgrund auf. Sie werden deshalb auch primär gestielte Stachelhäuter genannt. Es gibt etwa 620 rezente Arten, die alle zur Klasse der Seelilien und Haarsterne (Crinoidea) gehören. Über 3900 Arten sind ausgestorben. Sie gehören zu den Knospenstrahlern (Blastoidea), den Beutelstrahlern (Cystoidea) und den Edrioasteroidea.
Pelmatozoen sind wahrscheinlich die ursprüngliche Form aller Stachelhäuter. Der Körper der Pelmatozoen ist meist kelchförmig und an seiner Oberseite von zahlreichen, meist gefiederten Armen umgeben. Mund und After liegen bei ihnen auf der gleichen Körperseite. 
Im Paläozoikum und im frühen Mesozoikum waren die Pelmatozoen so zahlreich, dass aus ihren Kalkplatten und versteinerten Stielgliedern ganze Kalkformationen in den Gebirgen gebildet wurden.

## Klassen
- † Knospenstrahler (Blastoidea)
- † Beutelstrahler (Cystoidea)
- † Edrioasteroidea
- Seelilien und Haarsterne (Crinoidea)